# The Pirates (film 1913)
The Pirates è un cortometraggio muto del 1913 diretto da George D. Baker.

## Produzione
Il film fu prodotto dalla Vitagraph Company of America.

## Distribuzione
Distribuito dalla General Film Company, il film - un cortometraggio in due bobine - uscì nelle sale cinematografiche statunitensi il 18 ottobre 1913. La Favorite Films ne distribuì una riedizione il 4 febbraio 1918.